# Щепетнова, Галина Николаевна
Гали́на Никола́евна Си́монова-Щепетнова (род. 10 сентября 1958, Саранск, РСФСР) — советская и российская актриса

 театра и кино, заслуженная артистка России (2003), актриса Московского театра имени Гоголя.

## Биография
Родилась 10 сентября 1958 года.
Бабушка Галины Николаевны — Софья Гордеевна — пела в ансамбле «Хуторянка», имевшем известность в Мордовии.
С детства Галина занималась в театральной студии, а после школы решила поступать в театральный институт. С первой попытки она поступила в ЛГИТМиК. Из-за тяжёлого материального положения (отец погиб, семью с двумя детьми содержала мать) Галина в студенческие годы подрабатывала на теле- и радиостудиях.
Галина Щепетнова была замечена Георгием Александровичем Товстоноговым и он пригласил к её себе в Большой драматический театр.
На дипломном спектакле молодую актрису заметил будущий президент Фонда защиты гласности Алексей Симонов, с которым она уехала в Москву и вышла за него замуж. Сын Кирилл Алексеевич Симонов (1983 г.р.) погиб 31 марта 2002 года при невыясненных обстоятельствах (выпал из окна 11-го этажа) в возрасте 18 лет.

## Роли в театре

### В Большом драматическом театре
- «Роза и крест» (А. Блок)
- «Амадеус» (П. Шеффер)

### В «Эрмитаже»
- «Соломенная шляпка» (Э. Лабиш) — модистка
- «Мы собрались здесь» (М. Левитина)
- «Примеры из жизни» (Л. Питер, Р. Халл)

### В московском театре им. Н. В. Гоголя
- «Петербург» (по А. Белому), режиссёр — С. Голомазов
- «Последний любовник всегда самый лучший» («Бенефис по-итальянски») (А. Николаи, М. Фратти), режиссёр Я. Краснянский
- «Долетим до Милана» (О. Заградник), режиссёр — Е. Кемарская
- «Маскарад маркиза де Сада» (А. Максимов), режиссёр — М. Фейгин
- «Мышьяк и старинные кружева» (Д. Кессельринг), режиссёр — Ю. Аникеев

## Роли в кино
1. 1980 — Поздние свидания — Лена
2. 1981 — Други игрищ и забав — Алевтина, дочь Худяковых
3. 1982 — Пространство для манёвра — Нина
4. 1983 — Требуются мужчины — повариха Алла
5. 1984 — Отряд
6. 1986 — Мой нежно любимый детектив — Джейн Ватсон
7. 1988 — Любовь к ближнему — дамочка
8. 1989 — Процесс — адвокат
9. 1992 — Тайны семьи де Граншан — Гертруда
10. 1994 — Петербургские тайны — Устинья

## Награды и премии
- Диплом третьей степени фестиваля конкурса спектаклей, посвящённых 40-летию Победы (за роль в спектакле «Бранденбургские ворота»).
- Заслуженная артистка России (2003)